# 大野城まどかぴあ
大野城まどかぴあ（おおのじょう-）とは福岡県大野城市に位置する市立の多目的複合施設。指定管理者の公益財団法人大野城まどかぴあによって、管理運営されている。

## 施設概要
1996年7月にオープンした。

### 1階
- 大ホール
- まどかぴあ図書館（旧大野城市民図書館）
- 多目的ホール
- インフォメーション
- ギャラリーモール
- リハーサル室1

ほか

### 2階
- 小ホール
- 喫茶店「TOKIO」
- 生涯学習センター
- 和会議室
- 茶室
- 美術室
- 工作室
- 練習室
- リハーサル室2
- 会議室
- 託児ルーム
- 授乳室

ほか

### 3階
- 男女平等推進センター　アスカーラ
- 会議室
- 相談室
- キッズルーム
- 授乳室

ほか

## その他
- 元々この場所は市制以前の大野町時代に町役場があった場所だった。（大野城市役所はまどかぴあのすぐ北に存在する）
- まどかぴあが出来るまで図書館は一時的に市役所新館の中にあった。

## リンク
- まどかぴあ
- まどかぴあ図書館